# Pegasus-3
Pegasus-3 – amerykański człon rakietowy na stały materiał pędny.